# Bundarra
Bundarra är en ort i Australien. Den ligger i kommunen Uralla och delstaten New South Wales, i den sydöstra delen av landet, omkring 410 kilometer norr om delstatshuvudstaden Sydney. Vid 2021 års folkräkning hade Bundarra 674 invånare.
Runt Bundarra är det mycket glesbefolkat, med 2 invånare per kvadratkilometer.. Det finns inga andra samhällen i närheten. 
I omgivningarna runt Bundarra växer huvudsakligen savannskog. Genomsnittlig årsnederbörd är 858 millimeter. Den regnigaste månaden är januari, med i genomsnitt 120 mm nederbörd, och den torraste är maj, med 32 mm nederbörd.